# Flubendazole
Le flubendazole (R17889) est un médicament antiparasitaire anthelminthique à large spectre de la classe des benzimidazolés.
Il est délivré sous la dénomination commerciale Fluvermal.
Il agit par une action sur la tubuline (microtubules du cytosquelette) en étant 400 fois plus afin pour celle des cellules de nématodes versus mammifères. Il engendre la désintégration des microtubules des cellules intestinales des nématodes et l'inhibition de la polymérisation de la tubuline, ce qui a des conséquences métaboliques par diminution de l'absorption des nutriments (↓ATP).